# Xanthia lutea
Xanthia lutea är en fjärilsart som beskrevs av Tutt 1892. Xanthia lutea ingår i släktet Xanthia och familjen nattflyn. Inga underarter finns listade i Catalogue of Life.